# ツベルクロシノールシンターゼ
ツベルクロシノールシンターゼ(Tuberculosinol synthase、EC 3.1.7.8)は、以下の化学反応を触媒する酵素である。
ツベルクロシニル二リン酸 + 水{\displaystyle \rightleftharpoons }ツベルクロシノール + 二リン酸
従って、この酵素の基質はツベルクロシニル二リン酸と水の2つ、生成物はツベルクロシノールと二リン酸の2つである。
この酵素は加水分解酵素、特に二リン酸モノエステル加水分解酵素に分類される。系統名は、ツベルクロシニル二リン酸 ジホスホヒドロラーゼ (ツベルクロシノール形成)(tuberculosinyl diphosphate diphosphohydrolase (tuberculosinol forming))である。結核(Tuberculosis)を引き起こすマイコバクテリウム属がこの酵素を持つ。